# Поконо Тауншип (округ Монро, Пенсільванія)
Поконо Тауншип (англ. Pocono Township) — селище (англ. township) в США, в окрузі Монро штату Пенсільванія. Населення — 10 884 особи (2020).

### Клімат
| Клімат : Поконо Тауншип | Клімат : Поконо Тауншип | Клімат : Поконо Тауншип | Клімат : Поконо Тауншип | Клімат : Поконо Тауншип | Клімат : Поконо Тауншип | Клімат : Поконо Тауншип | Клімат : Поконо Тауншип | Клімат : Поконо Тауншип | Клімат : Поконо Тауншип | Клімат : Поконо Тауншип | Клімат : Поконо Тауншип | Клімат : Поконо Тауншип | Клімат : Поконо Тауншип |
| Показник                | Січ.                    | Лют.                    | Бер.                    | Квіт.                   | Трав.                   | Черв.                   | Лип.                    | Серп.                   | Вер.                    | Жовт.                   | Лист.                   | Груд.                   | Рік                     |
| Абсолютний максимум, °C | 18,4                    | 23,7                    | 28,6                    | 32,6                    | 33,4                    | 33,3                    | 35,9                    | 35,3                    | 34,1                    | 29,6                    | 24,9                    | 20,3                    | 35,9                    |
| Середній максимум, °C   | 1,0                     | 3,0                     | 7,4                     | 14,6                    | 20,7                    | 25,0                    | 27,1                    | 26,3                    | 22,5                    | 16,1                    | 9,7                     | 3,3                     | 14,8                    |
| Середня температура, °C | −3,9                    | −2,3                    | 1,7                     | 8,1                     | 14,1                    | 18,7                    | 21,0                    | 20,3                    | 16,4                    | 9,9                     | 4,6                     | −1,4                    | 9,0                     |
| Середній мінімум, °C    | −8,8                    | −7,7                    | −4                      | 1,6                     | 7,4                     | 12,4                    | 14,8                    | 14,2                    | 10,3                    | 3,9                     | −0,7                    | −6,1                    | 3,2                     |
| Абсолютний мінімум, °C  | −29,1                   | −24,1                   | −19,7                   | −11,2                   | −2,3                    | 1,2                     | 4,3                     | 1,9                     | −1,8                    | −7,9                    | −16,9                   | −24,3                   | −29,1                   |
| Норма опадів, мм        | 98                      | 83                      | 95                      | 117                     | 119                     | 129                     | 110                     | 112                     | 133                     | 129                     | 108                     | 112                     | 1343                    |
| Вологість повітря, %    | 71.5                    | 65.7                    | 62.6                    | 58.4                    | 61.5                    | 70.4                    | 70.1                    | 73.0                    | 73.9                    | 70.8                    | 69.7                    | 73.0                    | 68.4                    |
| ----------------------- | ----------------------- | ----------------------- | ----------------------- | ----------------------- | ----------------------- | ----------------------- | ----------------------- | ----------------------- | ----------------------- | ----------------------- | ----------------------- | ----------------------- | ----------------------- |
| Джерело: PRISM          |                         |                         |                         |                         |                         |                         |                         |                         |                         |                         |                         |                         |                         |

## Демографія
Згідно з переписом 2010 року, у селищі мешкало 11 065 осіб у 4088 домогосподарствах у складі 2976 родин. Було 4887 помешкань
Расовий склад населення:
| - 78,9 % — білих - 11,2 % — чорних або афроамериканців - 2,4 % — азіатів - 0,1 % — вихідців з тихоокеанських островів - 0,1 % — корінних американців - 4,3 % — осіб інших рас |

До двох чи більше рас належало 2,9 %. Частка іспаномовних становила 11,4 % від усіх жителів.
За віковим діапазоном населення розподілялося таким чином: 23,0 % — особи молодші 18 років, 64,4 % — особи у віці 18—64 років, 12,6 % — особи у віці 65 років та старші. Медіана віку мешканця становила 42,0 року. На 100 осіб жіночої статі у селищі припадало 100,0 чоловіків; на 100 жінок у віці від 18 років та старших — 98,2 чоловіків також старших 18 років.
Середній дохід на одне домашнє господарство становив 71 275 доларів США (медіана — 56 142), а середній дохід на одну сім'ю — 77 535 доларів (медіана — 61 745). Медіана доходів становила 54 127 доларів для чоловіків та 41 647 доларів для жінок. За межею бідності перебувало 11,6 % осіб, у тому числі 18,6 % дітей у віці до 18 років та 5,3 % осіб у віці 65 років та старших.
Цивільне працевлаштоване населення становило 4944 особи. Основні галузі зайнятості: освіта, охорона здоров'я та соціальна допомога — 22,3 %, мистецтво, розваги та відпочинок — 19,3 %, роздрібна торгівля — 13,2 %, науковці, спеціалісти, менеджери — 9,4 %.